# Oncosperma platyphyllum
Oncosperma platyphyllum är en enhjärtbladig växtart som beskrevs av Odoardo Beccari. Oncosperma platyphyllum ingår i släktet Oncosperma och familjen Arecaceae. IUCN kategoriserar arten globalt som sårbar.
Artens utbredningsområde är Filippinerna. Inga underarter finns listade i Catalogue of Life.